# کوله
روستای کوله 
(به کردی سورانی: کەوڵە یا کەوەڵە) روستایی از توابع بخش سارال شهرستان دیواندره در استان کردستان ایران است. این روستا در مسیر مرکز بخش بخش سارال قرار دارد. دارای یک پاسگاه نیروی انتظامی، یک درمانگاه، یک مدرسهٔ شبانه‌روزی است. یکی از سرشاخه‌های زرینه‌رود از کنار روستا عبور می‌کند. اقتصاد روستا بر پایهٔ کشاورزی و دامداری است.
بیش از نود درصد کشاورزی روستا دیم است.

## جمعیت
این روستا در دهستان کوله قرار دارد و براساس سرشماری مرکز آمار ایران در سال ۱۳۸۵، جمعیت آن ۳۰۹ نفر (۷۶خانوار) بوده‌است. این روستا در ۱۵ کیلومتری دیواندره و ۷۵ کیلومتری شهر سنندج قرار گرفته مردم این روستا اکثراً مشغول کار دامداری و کشاورزی می‌باشند. ۱۰۰درصد مردم این روستا با زبان کردی سخن می‌گویند.